# Gatekeeper (Nachrichtenforschung)
Als Gatekeeper (deutsch: Torwächter, Schleusenwärter oder Informationsregulator) bezeichnet man in den Sozialwissenschaften metaphorisch einen (meist personellen) Einflussfaktor, der eine wichtige Position bei einem Entscheidungsfindungsprozess einnimmt.
Mit dem Terminus Gatekeeping soll die publizistische Wirkungsweise der Massenmedien bestimmt werden. Er bezeichnet die Entscheidung, welche Ereignisse ausgewählt und dem Publikum präsentiert, welche Informationen also durchgelassen werden und welche nicht. Mit dem Aufkommen des Internets, insbesondere dessen kollaborativer Anwendungen wie Blogs, Online-Foren und -Netzwerke, wird die Gatekeeper-Funktion der Massenmedien jedoch in ihrer Wirkung zunehmend außer Kraft gesetzt.

## Begriffsprägung durch Walter Lippmann
Der einflussreiche US-amerikanische Journalist, Schriftsteller und Medienkritiker Walter Lippmann prägte für Journalisten den Ausdruck gatekeeper. Gatekeeper entscheiden: Was wird der Öffentlichkeit vorenthalten, was wird weiterbefördert? „Jede Zeitung ist, wenn sie den Leser erreicht, das Ergebnis einer ganzen Serie von Selektionen…“
Das Auseinanderdriften von öffentlicher Meinung und veröffentlichter Meinung entsteht, wenn die Auswahlregeln von Journalisten weitgehend übereinstimmen. Dadurch kommt eine Konsonanz der Berichterstattung zustande, die auf das Publikum wie eine Bestätigung wirkt (alle sagen es, also muss es stimmen). Das installiert eine Stereotypen-gestützte Pseudoumwelt in den Köpfen des Publikums.

## Faktoren
Es werden grundsätzlich zwei Gruppen von Gatekeeper-Faktoren unterschieden:
1. Informationsfilterung und -reduktion. In Zeitungen werden beispielsweise nur etwa 10 Prozent aller eingehenden Agenturmeldungen wiedergegeben; hierzu existieren verschiedene Untersuchungen, u. a. von Kuhlmann (1957).
2. Bearbeitung und Modifikation. Sowohl sachliche Gründe (Platzmangel) als auch persönliche oder soziale Überlegungen, das Wertklima der Medienorganisation, das Redaktionsstatut etc. können als Filterfaktor auftreten.

## Forschung
Die Gatekeeper-Forschung wurde 1950 von David Manning White begründet und gehört innerhalb der Kommunikationswissenschaft zum Bereich der Journalismusforschung.
Die Gatekeeper-Forschung versucht zu ergründen, welche Eigenschaften des einzelnen Journalisten bzw. der jeweiligen Medienorganisation die Nachrichtenauswahl beeinflussen. Gatekeeping bezeichnet dabei die Begrenzung der Informationsmenge durch Auswahl von als kommunikationswürdig erachteten Themen.
Es lassen sich drei Ansätze unterscheiden:
1. Individualistische Studien
2. Institutionelle Studien
3. Kybernetische Studien

## Entwicklung der Gatekeeper-Forschung

### Individualisierte Studien
Der Gatekeeper-Ansatz geht auf den amerikanischen Sozialpsychologen Kurt Lewin zurück, der ursprünglich Entscheidungsprozesse bezüglich der Verwendung von Lebensmitteln in Familien untersuchte.
David Manning White (1950) übertrug den Ansatz auf die Nachrichtengebung. Laut White sind Gatekeeper in den Massenmedien Individuen, die innerhalb eines Massenmediums Positionen innehaben, in denen sie über die Aufnahme bzw. Ablehnung einer potentiellen Kommunikationseinheit entscheiden können. Es wird dabei vermutet, dass die persönlichen Vorlieben und Abneigungen, Interessen und Einstellungen des Journalisten sich – bewusst oder unbewusst – in der Nachrichtenauswahl niederschlagen.
In seiner Studie untersuchte White diese Thesen anhand eines „Wire-Editors“ (Agentur-Redakteur, er entscheidet, welche Agenturmeldungen in die Zeitung aufgenommen werden und welche nicht). Der in der Studie als „Mr. Gates“ kryptonymisierte Redakteur arbeitete seit 25 Jahren bei einer amerikanischen Tageszeitung mit einer Auflage von 30.000 in einer Stadt mit ca. 100.000 Einwohnern. In der Studie kamen drei Methoden zum Einsatz:
1. Input-Output-Analyse (Eingegangenes Agenturmaterial zu benutztem Agenturmaterial)
2. Copy-Test (Mr. Gates notierte auf der Rückseite der aussortierten Meldungen den Ablehnungsgrund)
3. Befragung (Mr. Gates wurden vier Fragen zu seinem Berufsverständnis gestellt)

Der Untersuchungszeitraum war eine Woche im Februar 1949. Mr. Gates’ Zeitung bezog den Service von drei Nachrichtenagenturen (Associated Press, United Press und International News Service).
Nur 10 % der Agenturmeldungen wurden in der Zeitung abgedruckt. Bevorzugt wählte Mr. Gates politische und Human-Interest-Themen aus. Gegen Kriminalitätsmeldungen hegte Mr. Gates dagegen eine Abneigung. White kommt zu dem Schluss, dass die Nachrichtenauswahl von Mr. Gates nach subjektiven Kriterien in aktiver Weise stattfand.
Paul B. Snider (1967) führte die gleiche Studie 16 Jahre später mit dem gleichen Protagonisten noch einmal durch. Mr. Gates hatte zu diesem Zeitpunkt nur noch eine Agentur zur Auswahl (Associated Press). Jetzt wurden 33 % der Agenturmeldungen übernommen. Snider sieht ebenso wie White subjektive Auswahlkriterien, aber zusätzlich auch handwerkliche Kriterien. Er bestätigt weitestgehend die Ergebnisse von Manning White, Mr. Gates Auswahl finde nach subjektiven Kriterien in aktiver Weise statt.
Paul M. Hirsch (1977) fällt bei erneuter Analyse der Ergebnisse von White (1950) und Snider (1967) auf, dass Mr. Gates’ Auswahl sich am Angebot der Agenturen orientiert. So hat in beiden Studien die Verteilung der Beiträge nach Themen bei Mr. Gates annähernd die gleiche Struktur wie das Angebot der jeweiligen Agenturmeldungen im Untersuchungszeitraum. Hirsch sieht Mr. Gates Rolle daher weniger aktiv. Seine Analyse stellt weiter eher handwerkliche „objektive“ Kriterien bei Mr. Gates Nachrichtenauswahl in den Vordergrund.
Hirschs Beobachtungen, dass sich der Output am Input durch die Nachrichtenagenturen orientiert, wird auch in weiteren Studien bestätigt (z. B. Maxwell E. McCombs, Donald L. Shaw (1976), Whitney, Charles D./Becker, Lee B. (1982)).
Es kann also davon ausgegangen werden, dass der Einfluss eines einzelnen Gatekeepers geringer ist als von White und Snider angenommen.
Die Studie von Walter Gieber (1956) schlägt eine Brücke zum institutionellen Ansatz. Gieber erweiterte den Ansatz von White auf 16 „Wire-Editors“. Auch hier bestätigt sich, dass die eigentlichen Gatekeeper die Agenturen zu sein scheinen. Zudem erkennt er, dass die Redakteure in einer „Zwangsjacke mechanisch verrichteter Detailarbeit“ stecken. Vor allem Angebot, Zeitdruck und Platzmangel bestimmen die Auswahl und nicht subjektive Prädispositionen.
Der Ansatz, der sich aus Giebers Ergebnissen ergibt, dass der Gatekeeper eingebunden in das soziale und funktionale System der Redaktion arbeitet, wird in den institutionellen Studien weiter elaboriert. Giebers Studie wird daher auch teilweise den institutionellen Studien zugerechnet.
Am individuellen Ansatz wird daher auch kritisiert, dass soziale Determinanten, die sich aus der Position des Gatekeepers als Mitglied einer Medienorganisation ergeben, nicht berücksichtigt werden. Außer Acht gelassen werden Hierarchien, Arbeitsroutinen und Produktionsabläufe. Ein weiterer Kritikpunkt ist, dass nur eine Stufe des Nachrichtenflusses untersucht wird.

### Institutionelle Studien
Bei den institutionellen Untersuchungen wird der Journalist nicht mehr als unabhängiges Individuum, sondern in einen organisatorischen Kontext (z. B. Medium) eingebettet betrachtet. Die „Nachrichtenbürokratie“ beeinflusst so das Auswahlverhalten des Journalisten. Stärkeren Einfluss als Gatekeeper haben die Nachrichtenagenturen. Der Journalist ist oft die letzte Instanz nach vielen anderen Gatekeepern (selbst die Originalquelle (z. B. ein Zeuge) kann schon selektiv einwirken).

### Kybernetische Studien
Kybernetische Studien berücksichtigen zusätzlich die Bedeutung der Massenmedien für das Gesamtsystem. Gatekeeper werden dabei auch durch „Feedback-Schleifen“ außerhalb der Redaktion gesteuert.
Eine theoretische Weiterentwicklung des Gatekeeper-Ansatzes findet sich in der Framing-Diskussion wieder.

## Selektions- und Reduktionsverhalten der Gatekeeper im Nachrichtenfluss
- Subjektive Einstellungen: Nachrichtenauswahl hängt ab von politischen und gesellschaftlichen Einstellungen (z. B. Manning White (1950); Gieber (1956); Wilke/Rosenberger (1991)) sowie von persönlichen Vorlieben und Abneigungen des Gatekeepers ab (z. B. Manning White (1950); Wilke/Rosenberger (1991)).
- Publikumsorientierung: Vorstellungen von den Bedürfnissen und Wünschen des Publikums sind eher diffus (z. B. Manning White (1950); Gieber (1956); Snider (1967)).
- Angebot der Nachrichtenagenturen: Nachrichtenauswahl folgt häufig dem Agenturmaterial (z. B. Manning White (1950); Whitney/Becker (1982)) und geschieht eher passiv (z. B. MCcombs/Shaw (1976); Hirsch (1977)) in einem mechanischen Selektionsprozess (z. B. Gieber (1956)).
- Kollegenorientierung: Auswahl richtet sich oft an der Bezugsgruppe der Kollegen in der eigenen Redaktion (z. B. Breed 1955a) und anderen Zeitungen aus (z. B. Breed (1955b)).
- Redaktionelle Linie: Auswahl folgt der redaktionellen Linie (z. B. Manning White (1950); Breed (1955)) und ist sowohl von politischen wie wirtschaftlichen Interessen der Herausgebers/Verlegers geprägt (z. B. Gieber (1956)).
- Organisatorische und technische Zwänge: Auswahl steht häufig unter Zeit- und Konkurrenzdruck und richtet sich an dem verfügbaren Platz aus (z. B. Gieber (1956); Wilke/Rosenberger (1991)).